# بيرني أوكونور
بيرني أوكونور (بالإنجليزية: Bernie O'Connor)‏ هو لاعب قذف أيرلندي، ولد في 1950 في Meelin ‏ في جمهورية أيرلندا.